# 1381
- Wikisource

| Calendário gregoriano                                                        | 1381 MCCCLXXXI                                       |
| Ab urbe condita                                                              | 2134                                                 |
| Calendário arménio                                                           | 830 – 831                                            |
| Calendário bahá'í                                                            | -463 – -462                                          |
| Calendário budista                                                           | 1925                                                 |
| Calendário chinês                                                            | 4077 – 4078 Início a 26 de janeiro (aproximadamente) |
| Calendário copta                                                             | 1097 – 1098                                          |
| Calendário etíope                                                            | 1373 – 1374                                          |
| Calendários hindus - Vikram Samvat - Calendário nacional indiano - Cáli Iuga | 1436 – 1437 1302 – 1303 4481 – 4482                  |
| Calendário Holoceno                                                          | 11381                                                |
| Calendário islâmico                                                          | 783 – 784                                            |
| Calendário judaico                                                           | 5141 – 5142                                          |
| Calendário persa                                                             | 759 – 760                                            |
| Calendário rúnico                                                            | 1631                                                 |
| Calendário solar tailandês                                                   | 1924                                                 |

1381 (MCCCLXXXI, na numeração romana) foi um ano comum do século XIV do Calendário Juliano, da Era de Cristo, e a sua letra dominical foi F (52 semanas), teve início a uma terça-feira e terminou também a uma terça-feira.
| Ano completo                       |
| ---------------------------------- |
| Ano comum com início à terça-feira |

## Eventos
- 19 de maio — O rei João I de Castela alia-se ao papa de Avinhão (antipapa) Clemente VII.
- 17 de julho — Terceira guerra fernandina: a armada portuguesa sofre uma pesada e decisiva derrota frente à armada castelhana na batalha de Saltes, travada perto de Huelva.
- Revoltas de camponeses em Inglaterra que ficou conhecida como Rebelião de Tyler e que marcou o início do fim da servidão no país.

## Nascimentos
- 13 de outubro — Thomas FitzAlan, 12º conde de Arundel e 10º conde de Surrey  (m. 1415)
- Santa Rita de Cássia  (m. 1457)

## Mortes
- 21 de maio — Frederico III de Wettin, conde da Turíngia, marquês de Meissen  (n. 1332).
- 15 de junho — Wat Tyler, líder da revolta de camponeses  (n. 1341).
- 5 de julho — Beatriz de Portugal, Condessa de Alburquerque e filha do rei Pedro I e de Inês de Castro; casou com Sancho Afonso, filho do rei Afonso XI de Castela e conde de Alburquerque  (n. c. 1347).
- 18 de julho — Gualtério IV de Enghien, filho de Sohier de Enghien, foi conde de Brienne, senhor de Enghien e duque titular de Atenas  (n. 1360).
- 28 de setembro - Tadeia Visconti, Duquesa consorte de Baviera-Ingolstádio (n. 1351).
- 19 de novembro — Tomás de Frignano, franciscano, cardeal italiano, decano do colégio dos cardeais  (n. 1305).